# Skive Folkeblad
Skive Folkeblad er et jysk dagblad oprettet i 1880.[kilde mangler] Dækningsområderne er Salling, Fjends Herred, Vinderup Kommune og Haderup Sogn.

## Udgivere
- 1880-82: udgivet af en lokal bladforening, trykt hos Morsø Folkeblad.
- 1882-1906: udgivet af bogtrykker Marius Jensen.
- Fra 1906: udgivet af Garantselskabet Skive Folkeblad.

## Politisk farve
Avisen tilhørte fra starten i 1880 datidens radikale Venstre.[kilde mangler] Den bevægede sig senere over til det moderate Venstre.[kilde mangler] Støttede Venstrereformpartiet fra 1902 og frem til partiets begyndende opløsning i 1909.[kilde mangler] Bevægede sig atter i radikal retning efter 1909. Støttede Det Radikale Venstre fra 1920.[kilde mangler] De to eneste tilbageværende selvstændige radikale dagblade er Nordvestnyt og Skive Folkeblad.[kilde mangler]

## Læsertal
Ifølge MediaWatch er Skive Folkeblads læsertal faldet fra 24.000 til 21.000 personer i løbet af årene 2017-19.

## Ekstern henvisning
- Skive Folkeblads websted
- Digitaliserede udgaver af Skive Folkeblad i Mediestream
- Skive Folkeblad i opslagsværket "De Danske Aviser"